# Comte de Northampton
Le titre de comte de Northampton fut créé pour la première fois dans la pairie d'Angleterre en 1070, par Guillaume le Conquérant pour le comte Waltheof. Ce dernier était déjà comte de Northampton avant la conquête normande, car il était comte de Huntingdon.
Le titre de marquis de Northampton fut créé pour la première fois dans la pairie du Royaume-Uni en 1547 pour William Parr, frère de la sixième épouse d'Henri VIII. Il perdit ce titre sous le règne de Marie Ire en 1553, et le retrouva en 1559 sous le règne d'Élisabeth Ire.
En 1812 le titre de comte de Northampton est définitivement transformé en marquis de Northampton pour Charles Compton.
La présente lignée de marquis tient les titres subsidiaires de comte de Northampton (depuis 1618), comte Compton (depuis 1812), et baron Wilmington (depuis 1812). Le premier est dans la pairie d'Angleterre, les derniers dans la pairie du Royaume-Uni.
Les Compton sont de gros propriétaires fonciers, et ils possèdent deux importants domaines : le château d'Ashby, et le château de Wynyates.

## Histoire du titre
En 1065, le Northumberland se révolta contre Tostig Godwinson, et le comté passa à Morcar. La partie basse du comté fut donnée à Waltheof. Il devint donc comte de Huntingdon.
Aux XIe et XIIe siècles, le titre de comte de Huntingdon comprenait les comtés de Huntingdon, Northampton, Bedford et Cambridge, et incluait donc le titre de comte de Northampton, qui était parfois utilisé à la place de celui de Huntingdon.
Waltheof fut le dernier comte anglo-saxon, maintenant sa position pendant dix ans après la conquête normande. Après la bataille de Hastings en 1066, il se soumit à Guillaume le Conquérant, mais ses comtés lui furent confisqués en 1067. Quand Sven II de Danemark fit envahir le nord de l'Angleterre en 1069, il se joignit à lui et prit part à l'attaque sur York.
Waltheof se soumit à nouveau après le départ des Danois en 1070, et le Conquérant, espérant acheter sa loyauté, lui fit épouser Judith, sa nièce. Ses comtés lui furent rendus, et en 1072, il devient en plus comte de Northumbrie, remplaçant Gospatrick.
En 1075, Waltheof se joignit à une conspiration contre le Conquérant, avec les comtes de Norfolk et Hereford. Mais rapidement il se repentit auprès de l'archevêque Lanfranc, et ensuite à Guillaume lui-même. De retour en Angleterre avec le roi, il fut arrêté, et fut condamné à mort. Le 31 mai 1076, il fut décapité à St. Gilles Hill près de Winchester.
Le titre fut restauré, au plus tard en 1090, pour Simon (I) de Senlis qui épousa Maud, la fille de Waltheof. C'est Senlis qui fit construire le château de Northampton.
Le titre passa, en 1113, à David Ier d'Écosse quand il épousa Maud, la veuve de Senlis. Son beau-fils Simon II était mineur, et il en profita pour capter son héritage. À la suite du premier traité de Durham en 1136, le comté passa à son fils Henri d'Écosse.
En 1140, Simon II de Senlis récupéra les honneurs de Huntingdon, c'est-à-dire les terres des comtés de Huntingdon et de Northampton, mais sans le titre de comte de Huntingdon. À son décès, son fils Simon III de Senlis hérita aussi des honneurs de Huntingdon.

## Première création (1065)
- 1065-1067 et 1070-1075  : Waltheof († 1076), comte de Northumbrie.

## Deuxième création (1087)
- 1087-1111  : Simon de Saint-Lis († 1111), comte de Huntingdon. Gendre du précédent ;
- 1111-1113  : Maud de Huntingdon († 1130), comtesse de Huntingdon. Veuve du précédent, fille de Waltheof ;
- 1113-1136  : David Ier d'Écosse (1084 – 1153), roi d'Écosse. Époux de la précédente ;
- 1136-1141  : Henri d'Écosse (1114 – 1152). Fils du précédent ;
- 1141-1153  : Simon II de Saint-Lis (1103 – 1153), comte de Huntingdon. Fils de Simon et de Maud ;
- 1153-1185  : Simon III de Saint-Lis (1138 – 1185), comte de Huntingdon (1175). Fils du précédent.

## Troisième création (1337)
- 1337-1360 : William de Bohun (vers 1310-1360) ;
- 1360-1373 : Humphrey (IX) de Bohun (1341-1373), 7e comte de Hereford et d'Essex ;
- 1384-1399 : Henri Bolingbroke (1367-1413), Derby, Lancastre, Leicester et Lincoln, duc de Hereford puis Lancastre. Devint Henri IV en 1399 ;
- 1399-1438 : Anne de Gloucester (1383-1438).

## Marquis de Northampton, première création (1547)
- 1547-1553 et 1559-1571 : William Parr (1513 – 1571), 1er marquis de Northampton et comte d'Essex.

## Quatrième création (1604)
- 1604-1614 : Henry Howard (1540 – 1614).

## Cinquième création (1618)
- 1618-1630  : William Compton (1er comte de Northampton) († 1630) ;
- 1630-1643  : Spencer Compton (2e comte de Northampton) (1601 – 1643) ;
- 1643-1681  : James Compton (3e comte de Northampton) (1622 – 1681) ;
- 1681-1727  : George Compton (4e comte de Northampton) (1664 – 1727) ;
- 1727-1754  : James Compton (5e comte de Northampton) (1687 – 1754) ;
- 1754-1758  : George Compton (6e comte de Northampton) (1692 – 1758) ;
- 1758-1763  : Charles Compton (7e comte de Northampton) (1737 – 1763) ;
- 1763-1796  : Spencer Compton (8e comte de Northampton) (1738 – 1796) ;
- 1796-1828  : Charles Compton (1er marquis de Northampton) (1760 – 1828).

Le titre est transformé en marquis de Northampton, en 1812.

## Marquis de Northampton, seconde création (1812)
- 1812-1828  : Charles Compton (1er marquis de Northampton) (1760 – 1828) ;
- 1828-1851  : Spencer Compton (2e marquis de Northampton) (1790 – 1851) ;
- 1851-1877  : Charles Compton (3e marquis de Northampton) (1816 – 1877) ;
- 1877-1897  : William Compton (4e marquis de Northampton) (1818 – 1897) ;
- 1897-1913  : William Compton (5e marquis de Northampton) (1851 – 1913) ;
- 1913-1978  : William Compton (6e marquis de Northampton) (1885 – 1978) ;
- depuis 1978  : Spencer Compton (7e marquis de Northampton) (en) (né en 1946).

Héritier probable : son fils Daniel Bingham Compton, comte Compton (né en 1973).